# Piotr Odoszewski
Piotr Odoszewski – polski piosenkarz, kompozytor i producent muzyczny.
Zdobył popularność piosenką „Nie szkodzi” nagranym z Paulą Biskup w 2024 roku. Singel zdobył w Polsce status platynowej płyty. Tworzył muzykę dla innych artystów, m.in. dla Michała Szczygła, czy dla Effy.
W 2024 z utworem „Dzień noc” został zgłoszony do polskich wewnętrznych eliminacji wyłaniających reprezentanta Polski na 68. Konkursie Piosenki Eurowizji.

## Dyskografia
Single
| Rok                                                       | Tytuł                                          | Najwyższe pozycje na listach | Najwyższe pozycje na listach | Najwyższe pozycje na listach | Najwyższe pozycje na listach | Najwyższe pozycje na listach | Certyfikat             | Sprzedaż       | Album |
| Rok                                                       | Tytuł                                          | POL                          | POL                          | POL                          | POL                          | POL                          | Certyfikat             | Sprzedaż       | Album |
| Rok                                                       | Tytuł                                          | streaming                    | Apple Music                  | iTunes                       | Shazam                       | Spotify                      | Certyfikat             | Sprzedaż       | Album |
| --------------------------------------------------------- | ---------------------------------------------- | ---------------------------- | ---------------------------- | ---------------------------- | ---------------------------- | ---------------------------- | ---------------------- | -------------- | ----- |
| 2023                                                      | „Znane mi”                                     | –                            | –                            | –                            | –                            | –                            |                        |                | TBA   |
| 2023                                                      | „Soda”                                         | –                            | –                            | –                            | –                            | –                            |                        |                | TBA   |
| 2023                                                      | „Może to nie jest tego warte”                  | –                            | –                            | –                            | –                            | –                            |                        |                | TBA   |
| 2023                                                      | „Zimny dzień”                                  | –                            | –                            | –                            | –                            | –                            |                        |                | TBA   |
| 2023                                                      | „Dzień noc”                                    | –                            | –                            | –                            | –                            | –                            |                        |                | TBA   |
| 2024                                                      | „Do ciebie”                                    | –                            | –                            | –                            | –                            | –                            |                        |                | TBA   |
| 2024                                                      | „Nie szkodzi” (oraz Paula Biskup)              | 12                           | 34                           | 18                           | 11                           | 10                           | - POL: platynowa płyta | - POL: 50 000+ | TBA   |
| 2024                                                      | „Peron” (oraz Wiktor Waligóra i Kajetan Wolas) | –                            | –                            | 72                           | –                            | –                            |                        |                | TBA   |
| 2024                                                      | „Monika”                                       | –                            | –                            | –                            | –                            | –                            |                        |                | TBA   |
| „–” oznacza, że singiel nie był notowany na danej liście. |                                                |                              |                              |                              |                              |                              |                        |                |       |